# Задня (Івановська область)
Задня (рос. Задняя) — присілок в Верхнєландеховському районі Івановської області Російської Федерації.
Населення становить 11 осіб. Входить до складу муніципального утворення Митське сільське поселення.

## Історія
Від 2005 року входить до складу муніципального утворення Митське сільське поселення.

## Населення
| 1859 | 1905 | 2010 |
| ---- | ---- | ---- |
| 69   | ↗80  | ↘11  |